# UB-83号潜艇
陛下之UB-83号艇是德意志帝国海军于第一次世界大战期间建造的其中一艘UB-III型近岸潜艇或称U艇。它由不来梅的威悉船厂承建，于1917年9月15日新船下水，至同年10月15日交付使用。其全长55.85米，水面及水下排水量分别为516吨和647吨，艇载武器则包括五具500毫米鱼雷发射管以及一门88毫米口径甲板炮。UB-83号入役后曾被部署至北海战区的第五区舰队，并参与了大西洋潜艇战。在六次巡逻期间，该艇仅击沉1艘容积总吨为634吨的英国商船。1918年9月10日，UB-83号在奥克尼群岛附近遭英国驱逐舰欧菲莉亚号击沉，艇内37名官兵全数阵亡。

## 设计
UB-83号是不来梅威悉船厂承建的UB-III型第二批次（UB-80至UB-87号）的四号艇，由德意志帝国海军潜艇监察局于1916年9月23日向订购、1917年1月15日动工，至同年9月15日下水。其全长55.85米，舷宽5.80米。艇体采用双壳体结构，水面及水下排水量分别为516吨和647吨，浮起时的吃水深度为3.72米。由于无需像UC-II型艇那样提供水雷布设装置，设计工程师对潜艇舷弧进行了优化，增大了司令塔体积，配备两具潜望镜，司令塔与控制室之间增加一道水密舱壁。这些改进显著提高了潜艇的水下机动性和生存力。为了达到更高的航速，UB-83号采用两台戴姆勒六缸四冲程530匹公制馬力（390千瓦特）柴油机用于水面运行，以及两台394匹公制馬力（290千瓦特）的布朗-博韦里电动发电机用于水下航行；水面最高航速13.4節（24.8每小時），水下7.5節（13.9每小時）；能够在水面以6節（11每小時）航速续航8,180海里（15,150），或以4節（7.4每小時）连续在水下航行50海里（93）而无需充电。
UB-83号的主武器为五具500毫米艇艏鱼雷发射管，其中艇艏四具采用层叠式布局分居两侧、艇艉一具，并可搭载合共10枚G6型鱼雷。辅助武器则是一门88毫米30倍径速射炮。其标准船员编制为3名军官加31名水兵。

## 服役历史
1917年10月15日，UB-83号在前UB-41号艇长、海军中尉京特·克劳泽的指挥下正式入役，随即展开海试。完成海试后，该艇于12月24日被编入北海战区的第五区舰队，并参与了大西洋潜艇战，足迹遍及赫布里底群岛西部、费尔岛、圣乔治海峡和北海海峡。在六次巡逻期间，UB-83号仅于1918年3月23日在贝里克东南偏东约9海里（17）处击沉过1艘容积总吨为634吨的英国煤船奥尔顿号（Aulton）。1918年9月10日，UB-83号在奥克尼群岛附近被英国皇家海军驱逐舰欧菲莉亚号放出的发现。潜艇随即下潜，但驱逐舰在其下潜处（58°28′N 1°50′W / 58.467°N 1.833°W）投掷深水炸弹，随即引发巨大的水下爆炸和大面积的浮油。UB-83号就此被击沉，艇内37名官兵全数阵亡。

## 袭击历史摘要
| 日期          | 船名     | 船籍 | 吨位 | 结局 |
| ------------- | -------- | ---- | ---- | ---- |
| 1918年3月23日 | 奥尔顿号 | 英国 | 634  | 击沉 |
| 1918年3月23日 | 梅琳号   | 英国 | 6970 | 击伤 |

## 脚注
1. ↑  Rössler，第55頁.
2. 1 2  Helgason, Guðmundur. . German and Austrian U-boats of World War I - Kaiserliche Marine - Uboat.net.   [2009-02-13].
3. 1 2 3 4  Gröner 1991，第25-30頁.
4. 1 2  Helgason, Guðmundur. . German and Austrian U-boats of World War I - Kaiserliche Marine - Uboat.net.   [2015-03-09].
5. ↑  Helgason, Guðmundur. . German and Austrian U-boats of World War I - Kaiserliche Marine - Uboat.net.   [2015-03-09].
6. ↑  陈进，第239頁.
7. ↑  NARS，第121頁.
8. 1 2  Helgason, Guðmundur. . German and Austrian U-boats of World War I - Kaiserliche Marine - Uboat.net.   [2015-03-09].
9. ↑  Helgason, Guðmundur. . German and Austrian U-boats of World War I - Kaiserliche Marine - Uboat.net.   [2022-05-10].
10. ↑  Grant，第103–104頁.